# Petra Magoni

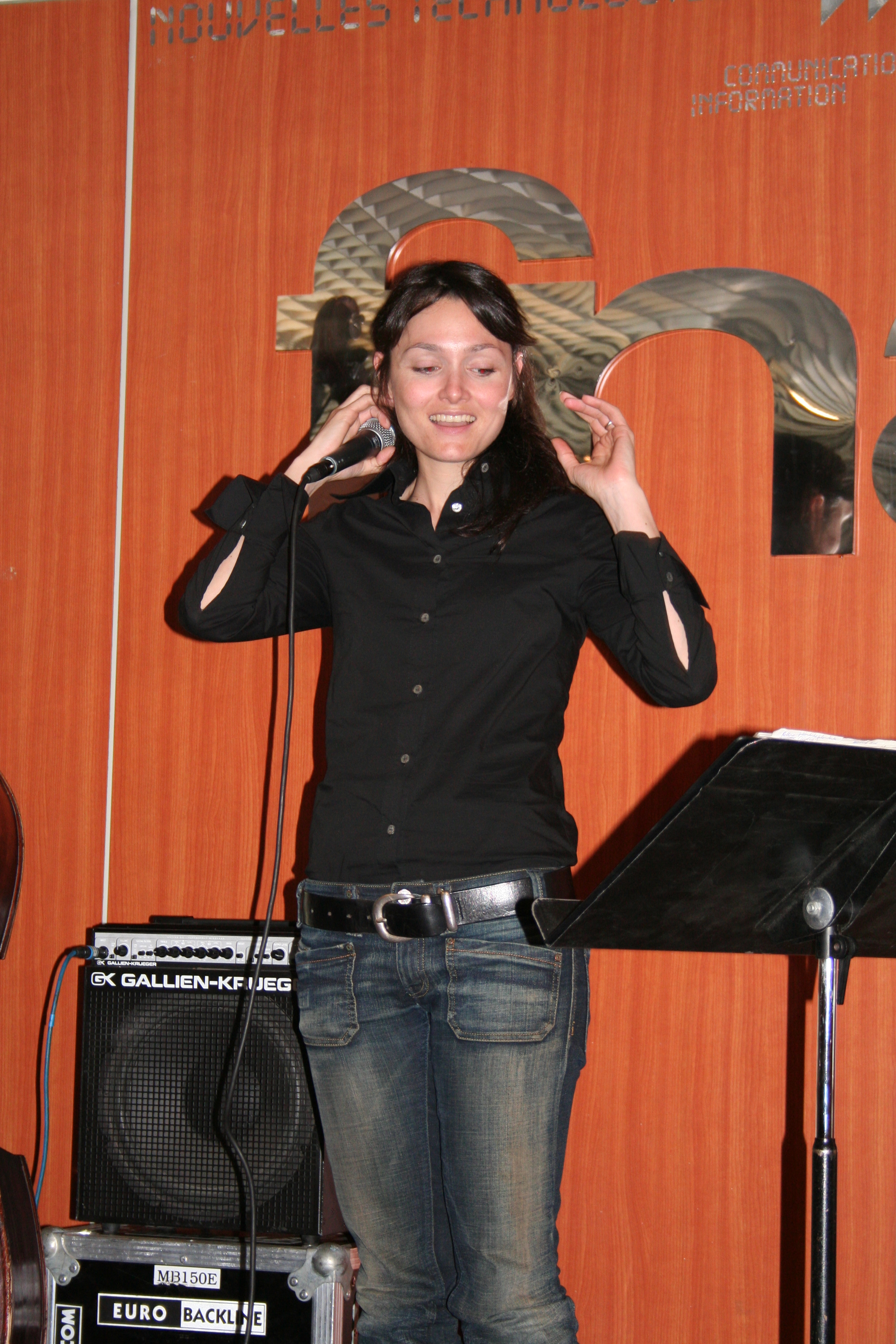
Petra Magoni (2006)

Petra Magoni (* 27. Juli 1972 in Pisa) ist eine italienische Sängerin und Schauspielerin.

## Leben und Wirken
Magoni begann in einem Kinderchor zu singen und sammelte in ihrer Jugend Erfahrungen in verschiedenen Gesangsgruppen. Sie studierte Gesang am Konservatorium von Livorno und am Istituto Pontificio di Musica Sacra in Mailand und spezialisierte sich auf Alte Musik bei Alan Curtis. Sie hat an Workshops von Tran Quan Hay, Bobby McFerrin, Sheila Jordan und den King’s Singers teilgenommen.
Magoni arbeitete zunächst im Bereich der Alten Musik und der Oper am Teatro Verdi in Pisa. 1995 nahm sie mit der Funkband Senza freni am Festival Arezzo Wave teil.
Magoni nahm dann zwei Alben unter ihrem eigenen Namen auf, die 1996 und 1997 erschienen. Zudem nahm sie zweimal am Sanremo-Festival teil: 1996 in der Newcomer-Kategorie mit dem Lied E ci sei, 1997 in der Hauptkategorie mit Voglio un dio. In dieser Zeit trat sie in zahlreichen Fernsehsendungen auf und absolvierte mit dem Schauspieler Giorgio Panariello eine Theatertournee. Für den Spielfilm Bagnomaria schrieb und interpretierte sie mit Panariello das Lied Che natale sei.
Dann arbeitete sie mit dem Rapper Stiv und Jazzmusikern wie Stefano Bollani, Antonello Salis und Ares Tavolazzi und war unter dem Pseudonym Artepal als Tänzerin, Sängerin und Autorin tätig. Ein Album unter dem Pseudonym Sweet Anima, das von Lucio Battisti in englischer Sprache geschriebene Lieder enthält, erschien 2000. Im Projekt Aromatic veröffentlichte sie zusammen mit Giampaolo Antoni 2004 das Elektro-Pop-Album Still Alive.

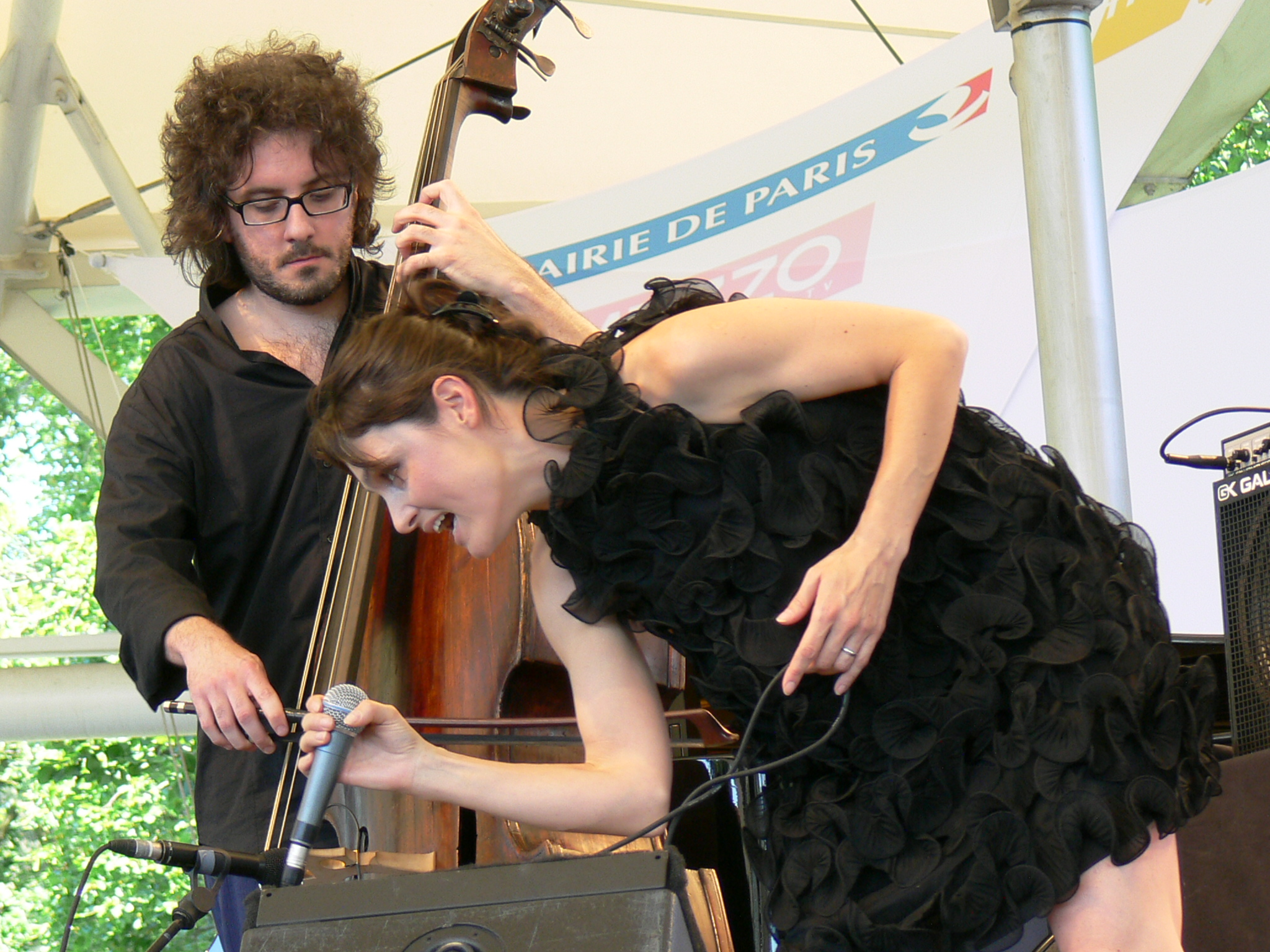
Magnoni im Duo Musica Nuda mit Spinetti (Paris Jazz Festival 2006)

Gemeinsam mit dem Kontrabassisten Ferruccio Spinetti bildete sie ab 2003 das Duo Musica Nuda. Auf einem gleichnamigen Album veröffentlichte dieses 2004 sparsam instrumentierte und unter Rückgriff auf Magonis Vokaltechnik interpretierte Versionen von (zumeist) Popsongs, das den dritten Platz beim Tenco-Preis 2006 in der Kategorie Interpreten belegte. Die CD verkaufte sich nicht nur in Italien, sondern auch in Frankreich gut. Musica Nuda spielte international zahlreiche Konzerte; weitere Alben in dieser Besetzung folgten; das Folgealbum wurde 2006 mit der Targa Tenco ausgezeichnet. so 2008 Musica Nuda 55/21 für das Label Blue Note Records. Beim Meeting Etichette Indipendenti 2004 in Faenza gewann das Duo den Premio Italiano Musica Indipendente in der Rubrik für spezielle Projekte. 2007 wurde es im französischen Fernsehen mit den quatre clés de Télérama ausgezeichnet. 2009 war Musica Nuda die Vorgruppe bei der Deutschlandtournee von Al Jarreau, der sie 2010 in sein Weihnachtsprogramm im amerikanischen Fernsehen holte. 2013 folgte bei Blue Note als bereits siebtes Album Banda Larga, auf dem Musica Nuda von einem großen Orchester in Arrangements von Daniele Di Gregorio begleitet wurde, 2017 folgte das Album Legera und 2018 Verso Sud.
2007 nahm Magoni zusammen mit Monica Demuru, Ares Tavolazzi und Paolo Benvegnù das Album Cime Domestiche auf, ein Programm mit traditionellen Bergliedern, die ebenfalls jenseits aller Konventionen neu interpretiert wurden.
Magoni sang weiterhin als Solistin in der Oper Presepe vivente e cantante (mit Musik von Stefano Bollani und Texten von David Riondino, Buch und CD für Donzelli Editore). Zudem hat sie an Produktionen des Teatro dell’Archivolto in Genua teilgenommen. Von 2009 bis 2011 spielte sie die Rolle der Königin der Nacht in einer Produktion der Zauberflöte des Orchestra di Piazza Vittorio, die in großen europäischen Theatern aufgeführt wurde. 2011/2012 spielte sie die Rolle des Elfen Puck in Shakespeares Ein Sommernachtstraum in der Inszenierung von Gioele Dix. Weitere Theater- und Filmrollen schlossen sich an. Sie ist auch auf Alben von Diego Baiardi/Antonio Crepax, Massimo Nunzi und Paolo Fresu zu hören.
Magoni war mit dem Musiker Stefano Bollani verheiratet, mit dem sie zwei Kinder hat.

## Diskographische Hinweise
unter eigenem Namen
- 1996 – E ci sei
- 1997 – Mulini a vento
- 1997 – Che Natale sei
- 2007 – Guarda che luna